# Юлдашево (Учалинский район)
Юлда́шево (баш. Юлдаш) — село в Учалинском районе Башкортостана России, входит в состав Кунакбаевского сельсовета.

## Географическое положение
Расстояние до:
- районного центра (Учалы): 16 км,
- центра сельсовета (Кунакбаево): 9 км,
- ближайшей железнодорожной станции (Учалы): 21 км.

## Население
| 2002 | 2009 | 2010 |
| ---- | ---- | ---- |
| 670  | ↗781 | ↘683 |

## Религия
В селе расположена мечеть.

## Известные жители
В 1858—1859 годах в деревне служил имам-хатыбом Зайнулла Расулев (1833—1917) — татарский и башкирский религиозный деятель.